# تاران-بازار
تاران-بازار (به لاتین: Taran-Bazar) یک تقسیمات کشوری در قرقیزستان است که در استان جلال‌آباد واقع شده‌است.